# FFH-Gebiet Rehbergholz und Schwennholz
Das FFH-Gebiet Rehbergholz und Schwennholz ist ein NATURA-2000-Schutzgebiet in Schleswig-Holstein im Kreis Schleswig-Flensburg in der Gemeinde Mittelangeln. Es hat eine Fläche von 193 ha und besteht fast vollständig aus Laubwald. Die größte Ausdehnung liegt in nordöstlicher Richtung bei 2,87 km, die höchste Erhebung liegt am Westrand und beträgt 50,7 m über NN. Das Gebiet wird durch die Landesstraße L22 von Nord nach Süd geteilt. Der westliche Teil ist das Schwennholz und der größere östliche Teil ist das Rehbergholz, das in Karten auch oft als „Süderholz“ bezeichnet wird. Es ist das größte zusammenhängende Waldgebiet in der Landschaft Angeln. das bereits vor mehr als 200 Jahren bestanden hat und in der Karte des dänischen Kartographen Johann Heinrich Christian du Plat über das Herzogtum Schleswig von 1805 als solches eingetragen ist. Schon damals trennte eine Landstraße die beiden Teilgebiete. Es ist reich an Kleingewässern aller Art. Im FFH-Gebiet befinden sich fünf gesetzlich geschützte archäologische Bodendenkmäler. Am Westrand des Schwennholzes liegen zwei Altackersysteme. Im Osten des Rehbergholzes befindet sich in der Nähe des Rundwanderweges ein Langbett, genannt „Pinnesgrab“. Es wird in der Denkmalliste des Archäologischen Landesamtes Schleswig-Holstein unter der Objektnummer aKD-ALSH-Nr. 003 845 geführt und steht seit dem 11. Mai 1977 unter Denkmalschutz. Das Objekt kann besichtigt werden und wird auf einer Informationstafel eingehend beschrieben, siehe Bildergalerie. Ein weiteres Großsteingrab befindet sich 370 m nordwestlich ebenfalls am Rundwanderweg mit der Objektnummer aKD-ALSH-003 846. Das 3. archäologische Bodendenkmal im Rehbergholz ist ebenfalls ein Großsteingrab und befindet sich mitten auf dem Rundwanderweg knapp 800 m westlich vom Pinnesgrab. Das FFH-Gebiet befindet sich vollständig im Besitz der Schleswig-Holsteinischen Landesforsten, einer Anstalt öffentlichen Rechts.

## FFH-Gebietsgeschichte und Naturschutzumgebung
Der NATURA 2000-Standard-Datenbogen für dieses FFH-Gebiet Rehbergholz und Schwennholz wurde im Mai 2004 vom Landesamt für Landwirtschaft, Umwelt und ländliche Räume (LLUR) des Landes Schleswig-Holstein erstellt, im September 2004 der Naturschutzbehörde der EU als Gebiet von gemeinschaftlicher Bedeutung (GGB) vorgeschlagen, im November 2007 von der EU als GGB bestätigt und im Januar 2010 national nach § 32 Absatz 2 bis 4 BNatSchG in Verbindung mit § 23 LNatSchG als besonderes Erhaltungsgebiet (BEG) bestätigt. Im April 2010 wurde der Managementplan für das FFH-Gebiet Rehbergholz und Schwennholz vom damaligen Ministerium für Energiewende, Landwirtschaft, Umwelt und ländliche Räume des Landes Schleswig-Holstein veröffentlicht. Dieser wird laufend fortgeschrieben. Die Biotop- und Lebensraumtypen sind 2005 kartiert worden. Eine weitere Karte zeigt die geschützten Biotope in dem Gebiet. In unmittelbarer Nähe liegt im Nordwesten das Naturschutzgebiet Hechtmoor.

## FFH-Erhaltungsgegenstand
Als FFH-Erhaltungsgegenstände wurden vier Lebensraumtypen nach Anhang I der FFH-Richtlinie der EU-Umweltbehörde gemeldet (Stand Mai 2017). Sie nehmen 88,5 % der Gebietsfläche ein:
- 3150 Natürliche und naturnahe nährstoffreiche Stillgewässer mit Laichkraut oder Froschbiss-Gesellschaften (Gesamtbeurteilung C)[15]
- 9110 Hainsimsen-Buchenwälder (Gesamtbeurteilung C)[16]
- 9130 Waldmeister-Buchenwälder (Gesamtbeurteilung B)[17]
- 91E0* Erlen-Eschen- und Weichholzauenwälder (Gesamtbeurteilung C)[18]

## FFH-Erhaltungsziele
Als Erhaltungsziele von besonderer Bedeutung wurden zwei Lebensraumtypen nach Anhang I der FFH-Richtlinie bestimmt (Stand 11. Juli 2016):
- 9130 Waldmeister-Buchenwälder[20]
- 91E0 Erlen-Eschen- und Weichholzauenwälder[21]

Als Erhaltungsziele von Bedeutung wurden zwei Lebensraumtypen nach Anhang I der FFH-Richtlinie bestimmt:
- 3150 Natürliche und naturnahe nährstoffreiche Stillgewässer mit Laichkraut- oder Froschbiss-Gesellschaften[22]
- 9110 Hainsimsen-Buchenwälder[23]

## FFH-Analyse und Bewertung
Die FFH-Analyse und Bewertung im Managementplan dient dem Ziel, Ansätze für Erhaltungs- und Entwicklungsmaßnahmen herauszuarbeiten.

## FFH-Maßnahmenkatalog
Für alle Waldgebiete der Schleswig-Holsteinischen Landesforsten gelten in NATURA-2000-Gebieten gesonderte Handlungsgrundsätze. Diese sorgen für die Einhaltung des Verschlechterungsverbotes in diesen Gebieten. Der Maßnahmenkatalog ist Bestandteil des Managementplanes. In einer Karte sind die gebietsspezifischen Maßnahmenschwerpunkte festgehalten. Diese sind im Wesentlichen der Waldumbau (Verringerung des Nadelwaldbestandes, Verringerung des Bestandes an invasiven Arten, Erhöhung des Naturwaldanteils), der Erhalt des Waldrandes, sowie die Anlage von natürlichen Wasserhindernissen, um den Grundwasserspiegel anzuheben und die Entwicklung der vielen Kleinbiotope zu verbessern.

## FFH-Erfolgskontrolle und Monitoring der Maßnahmen
Das Monitoring erfolgt in Schleswig-Holstein alle 6 Jahre. Die Erstkartierung der Lebensraumtypen des FFH-Gebietes erfolgte im Jahre 2005. Im Jahre 2010 erfolgte die erste Folgekartierung im Rahmen des Monitorings. In der Biotoptypen-Folgekartierung sind im Vergleich zur Erstkartierung die Biotoptypen Bach (FP), Graben (FG), Auenwald und -Gebüsch (WA) und Waldlichtflur (WO) neu aufgenommen worden, während die Biotoptypen Künstliche oder künstlich überprägte Stillgewässer (FX) und Pionierwald (WP) ganz herausgefallen sind. Die als Biotoptyp ausgewiesene kartierte Fläche hat sich um 0,4 ha erhöht. Die Folgekartierung war mit einer Sichtung sonstiger Pflanzenarten verbunden. So wurden die in der Vorwarnliste der Roten Liste Schleswig-Holsteins aufgeführten Pflanzenarten Bitteres Schaumkraut, Wasserfeder, Wasserprimel und Berg-Ulme gesichtet. Bezüglich der Lebensraumtypen hat die 1. Folgekartierung teilweise erhebliche Unterschiede zur Erstkartierung in der Beurteilung durch die jeweiligen beauftragten Unternehmen ergeben. So erhöhte sich die Fläche der kartierten FFH-Lebensraumtypen im Gebiet von 142,82 ha auf 171,01 ha. Dies betrifft insbesondere den Lebensraumtyp „Waldmeister-Buchenwald“, dessen Fläche sich in der 1. Folgekartierung von 142,73 ha auf 167,37 ha erhöhte. Diese Diskrepanz ist vermutlich darauf zurückzuführen, dass in der Karte der Erstkartierung die Flächen mit dem Biotoptyp „Sonstiger flächenhaft nutzungsgeprägter Wald (WF)“ von der Lebenraumtypkartierung ausgenommen sind, siehe Karte.
Mit Stand 20. Juli 2020 umfasst die als Naturwald mit Hinweisschildern ausgezeichnete Fläche auch die beiden gebietsinneren Jagen 388 und 390, die bei Benutzung des großen Rundwanderweges im Uhrzeigersinn immer rechter Hand liegen. Damit ist der innere Bereich des Rehbergholzes vom Jagen 386 am Parkplatz über 388 zu 390 vollständig als Naturwald ausgewiesen. Von 1990 bis 2009 sind 5 % der Forstfläche der Landesforsten der forstwirtschaftlichen Nutzung entzogen und zum Naturwald erklärt worden. Vorbildlich für alle FFH-Gebiete der Landesforsten sind hier die vielen Hinweis- und Informationstafeln zu der Arbeit und den Zielen der Landesforsten, siehe Bildergalerie.

## Bildergalerie

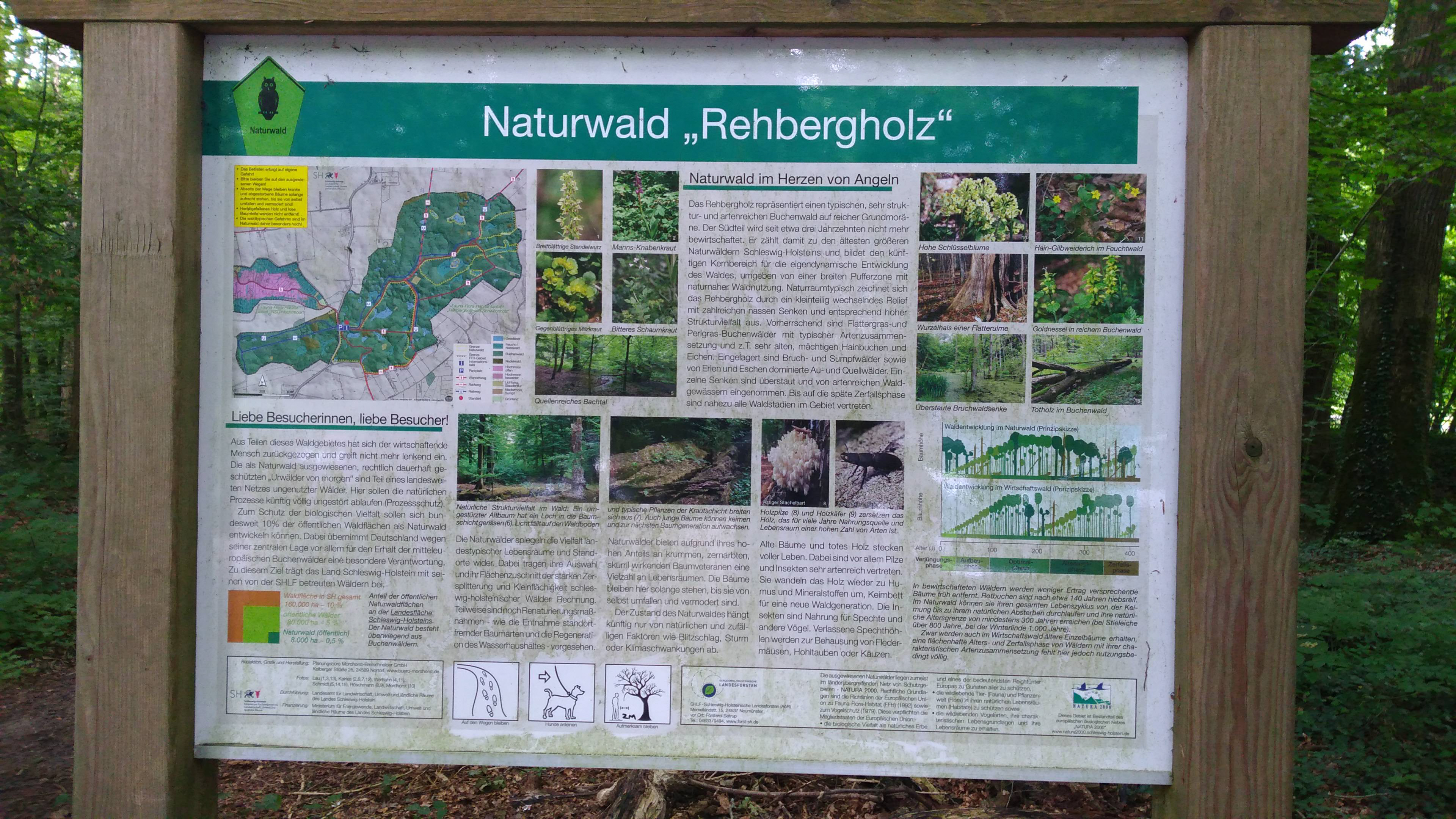
Hinweistafel am Parkplatz auf den Naturwald
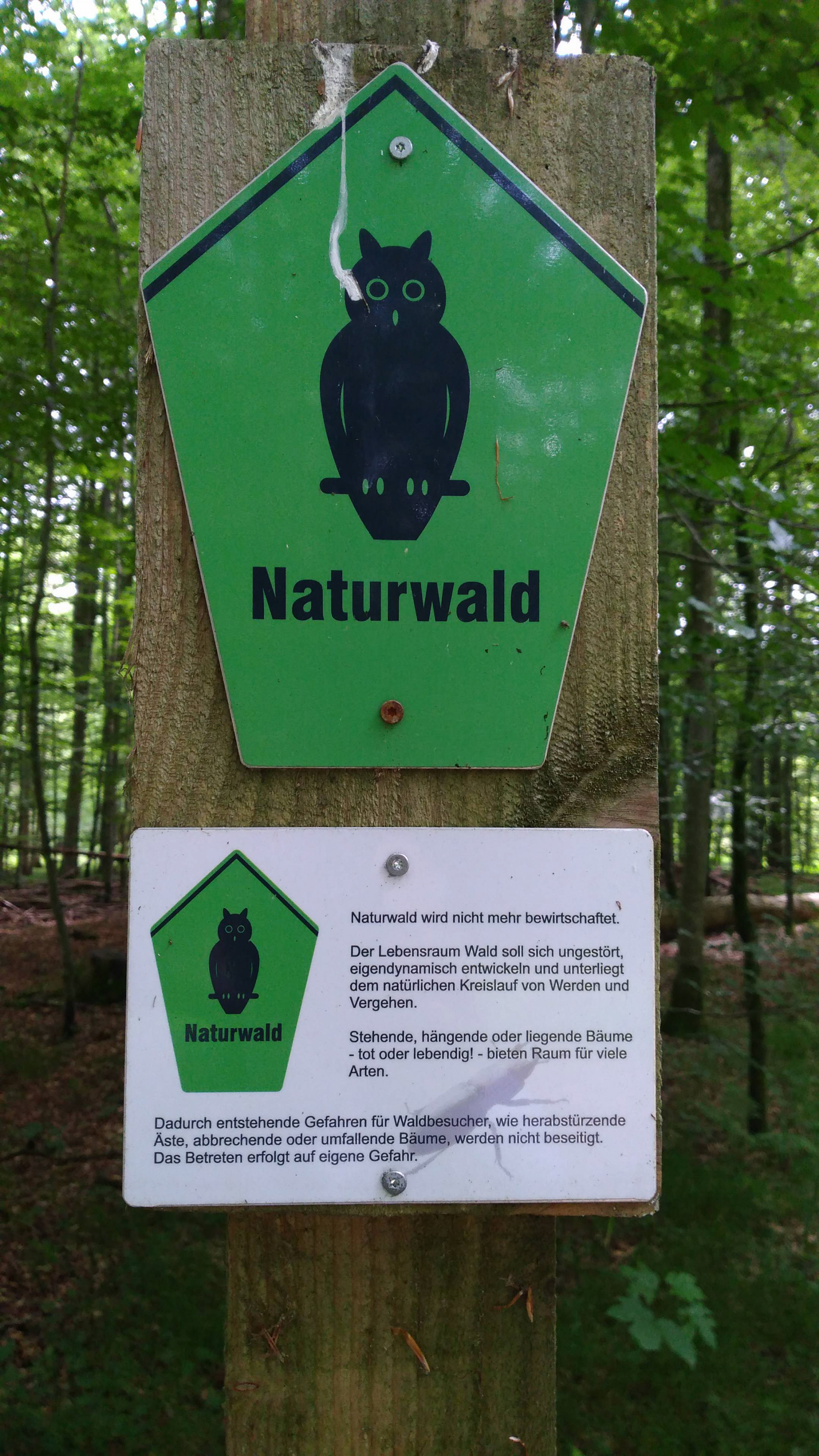
Hinweisschild Naturwald
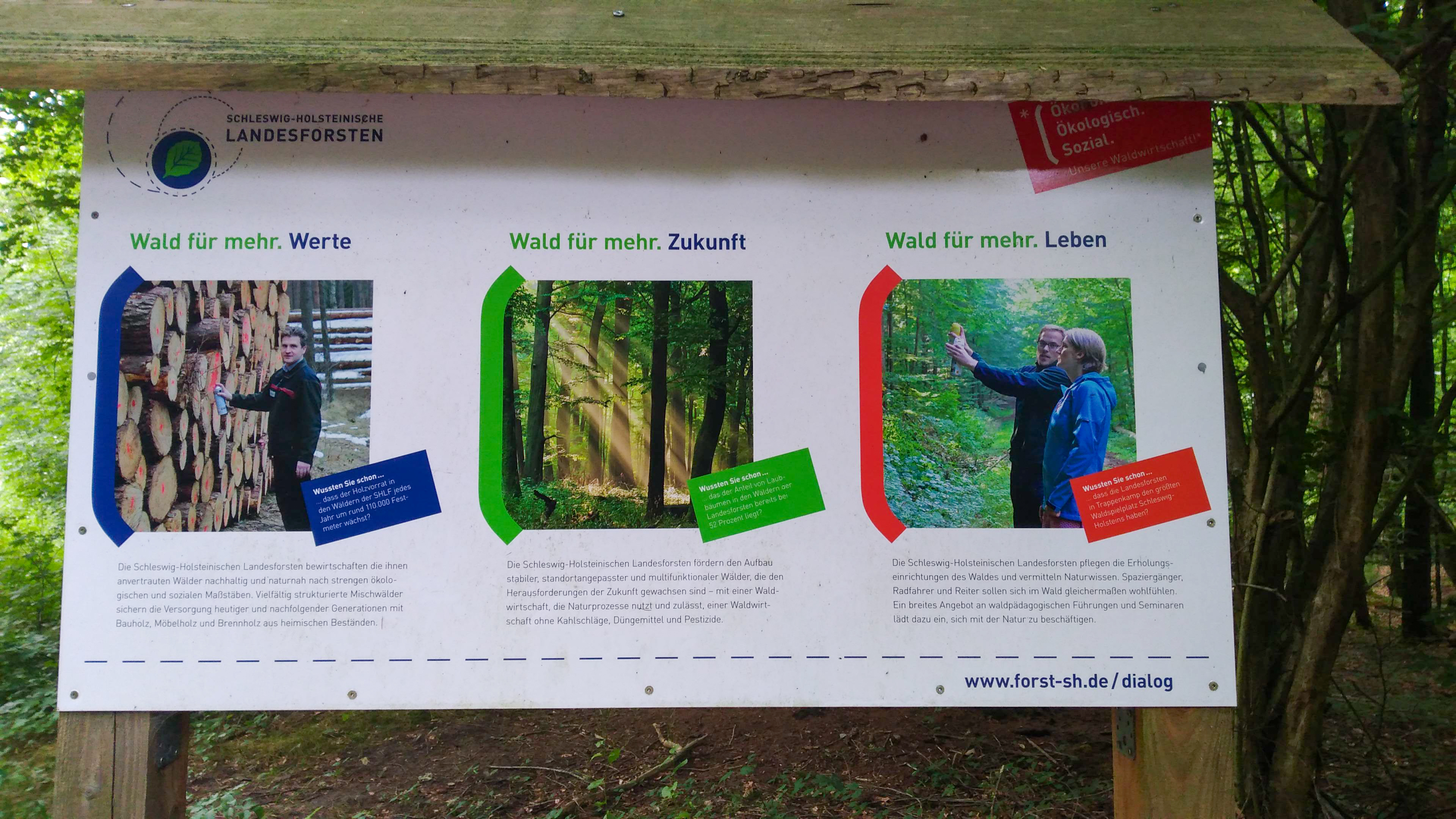
Information über die Landesforsten
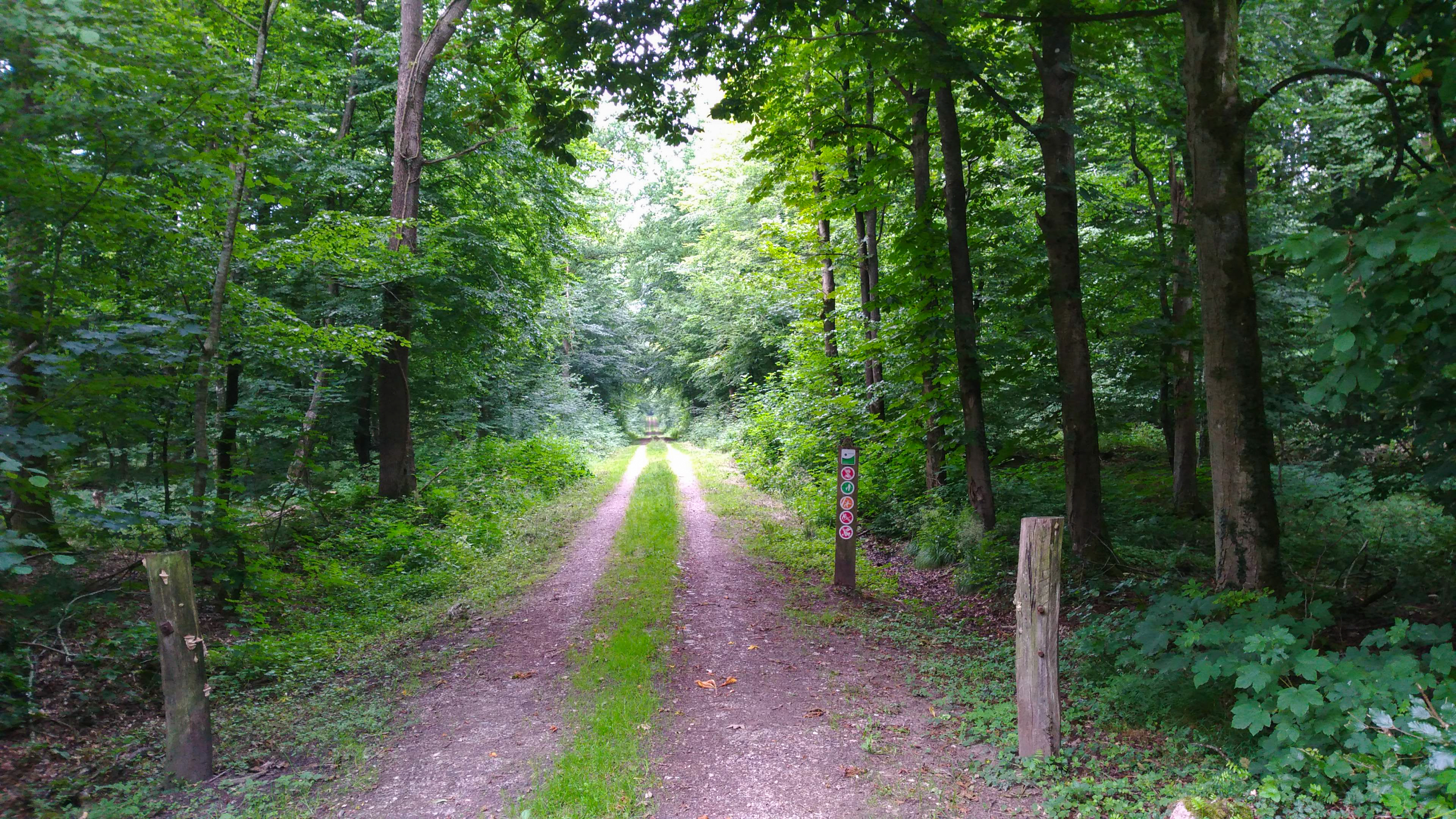
Einziger Forstweg von der L22 in das Schwennholz
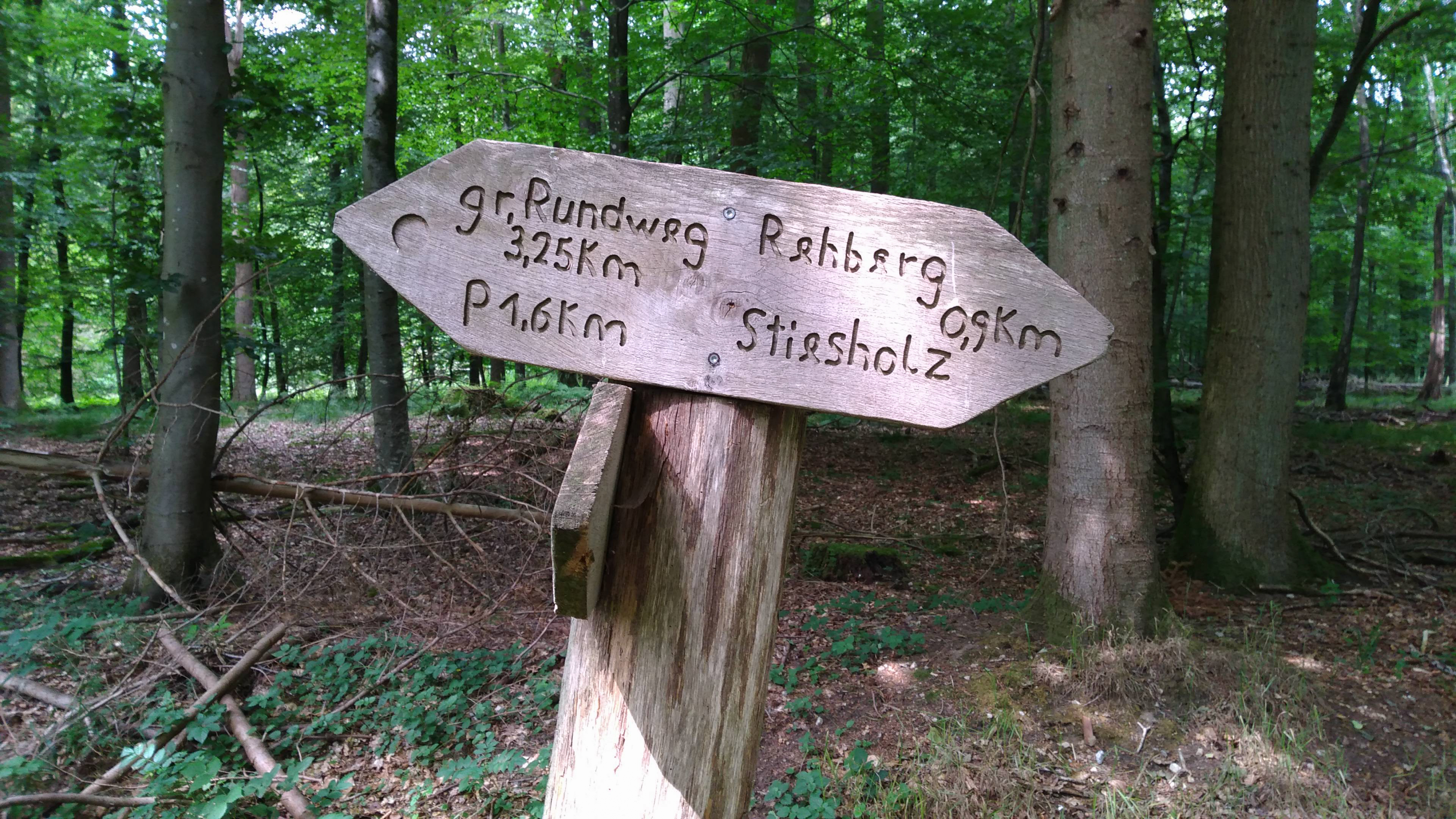
2 Rundwanderwege im Rehbergholz
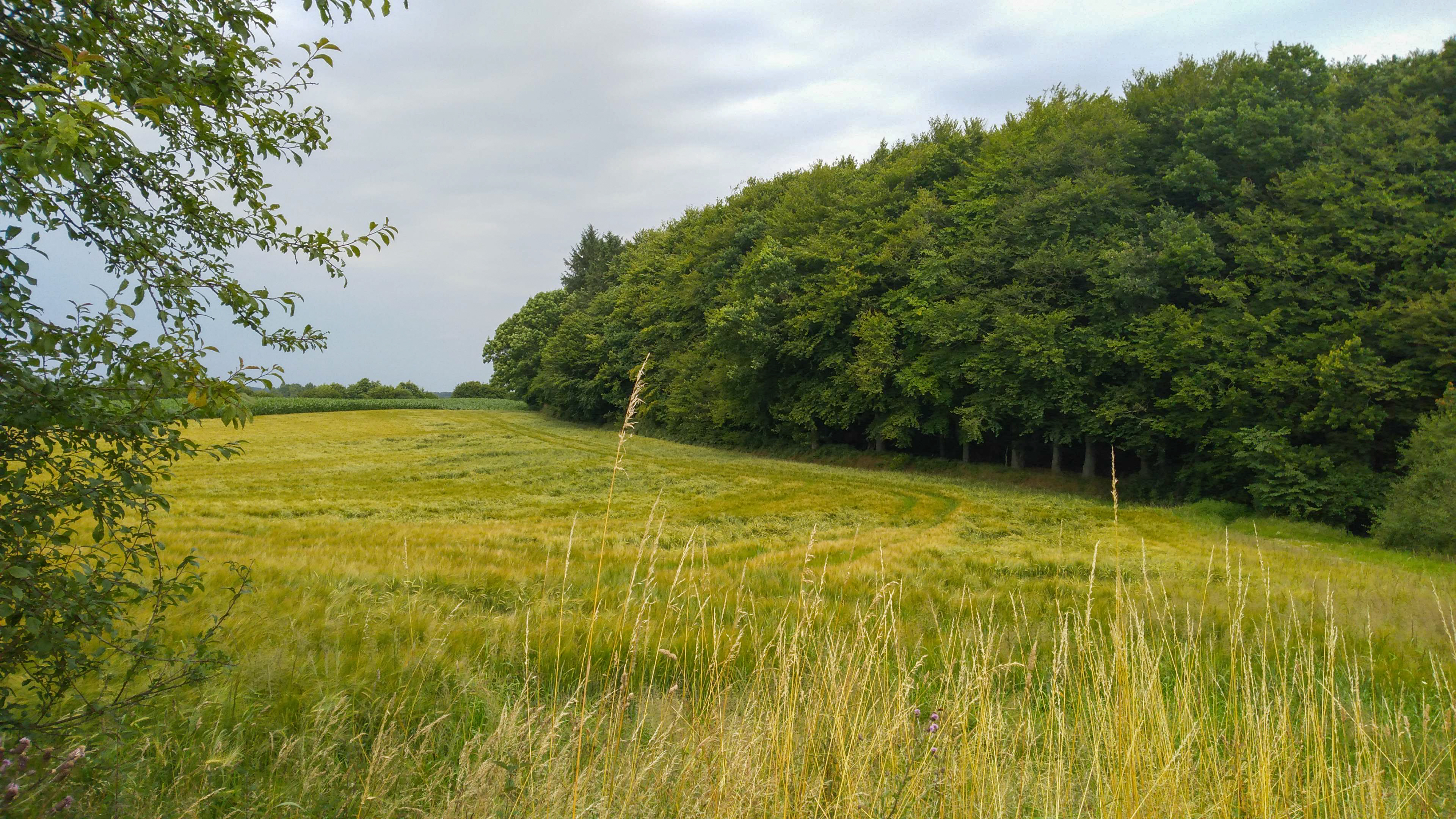
Westende des Schwennholzes
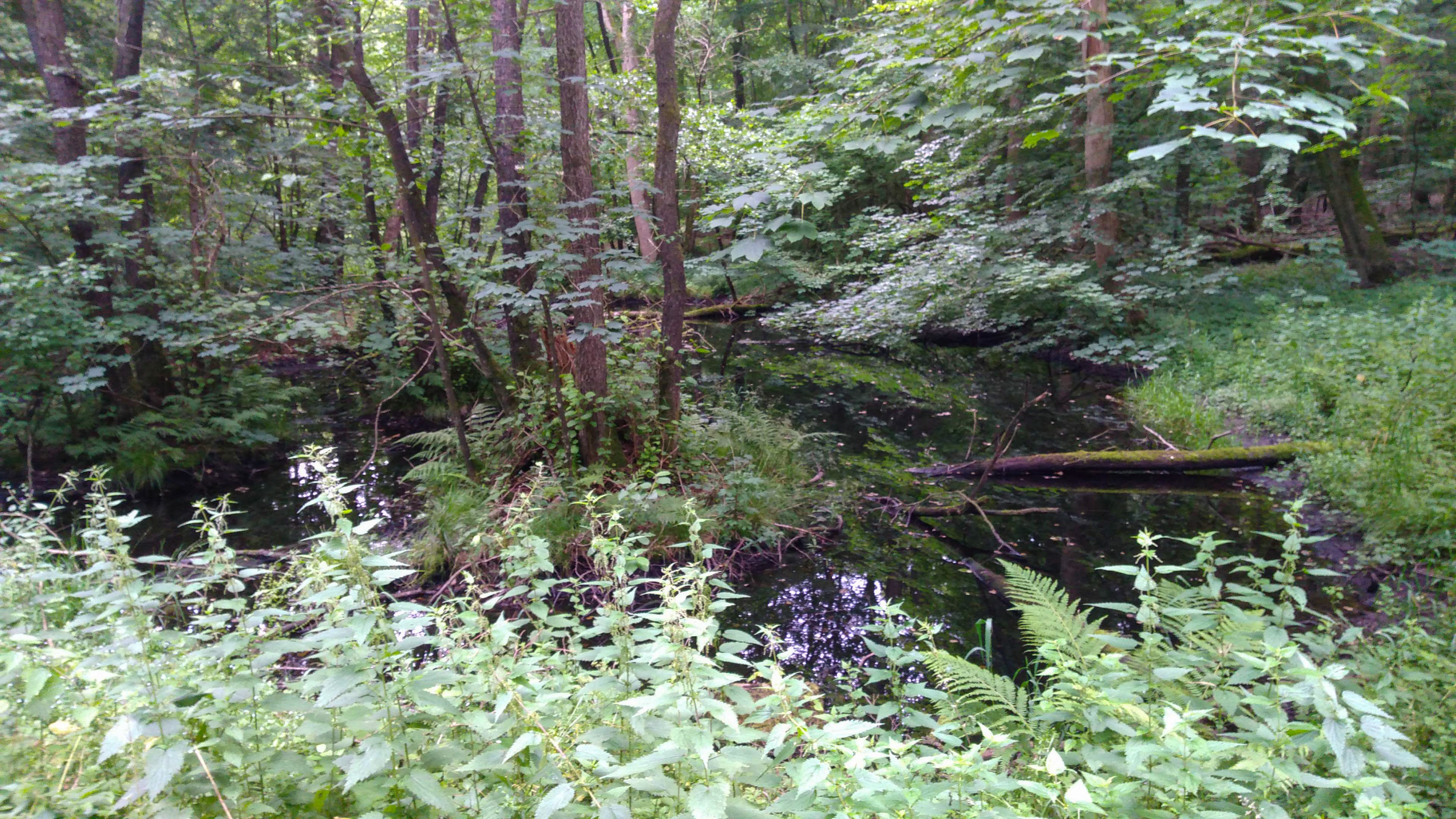
Kleingewässer im Rehbergholz
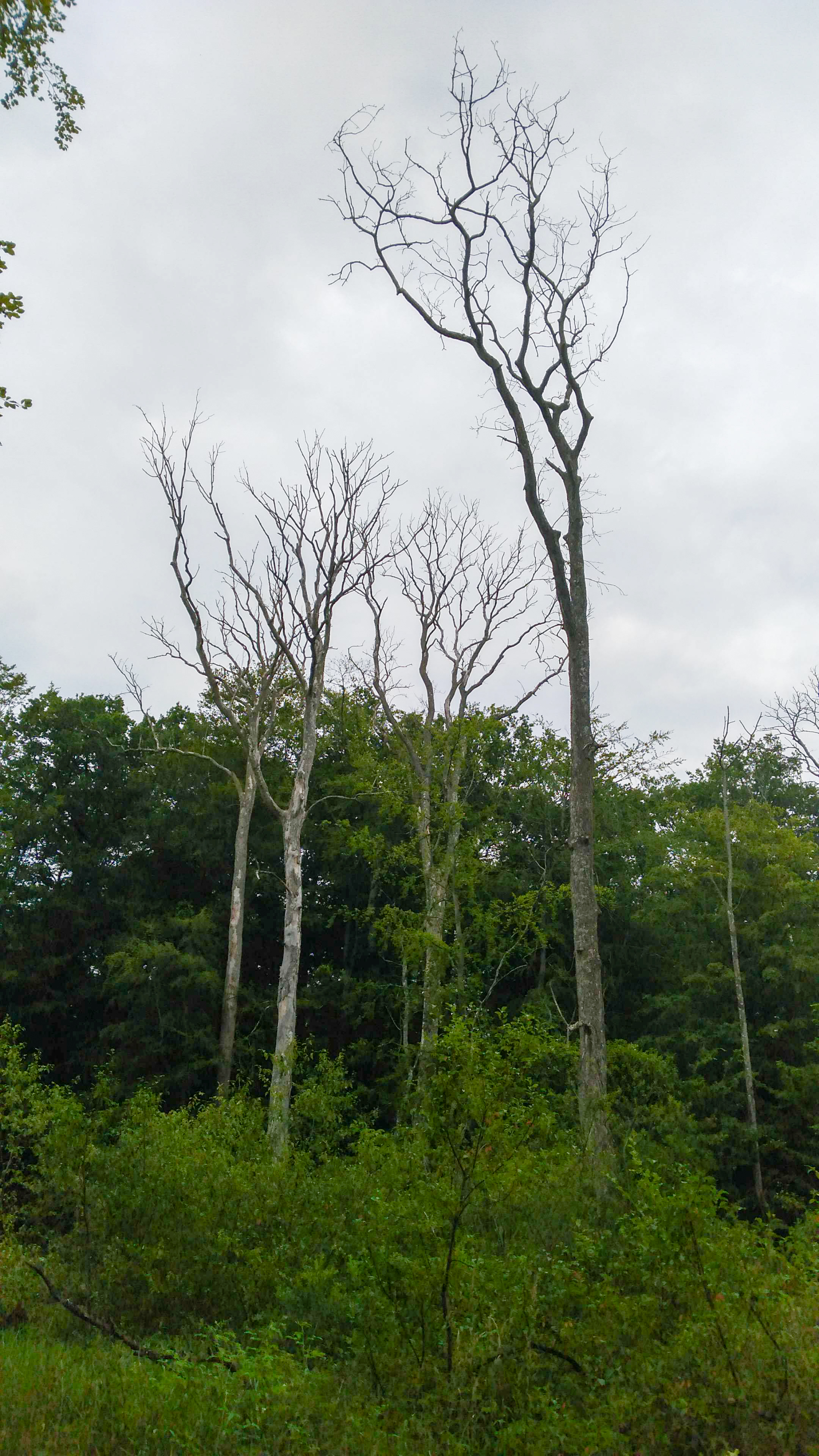
Stehendes Totholz im Rehbergholz
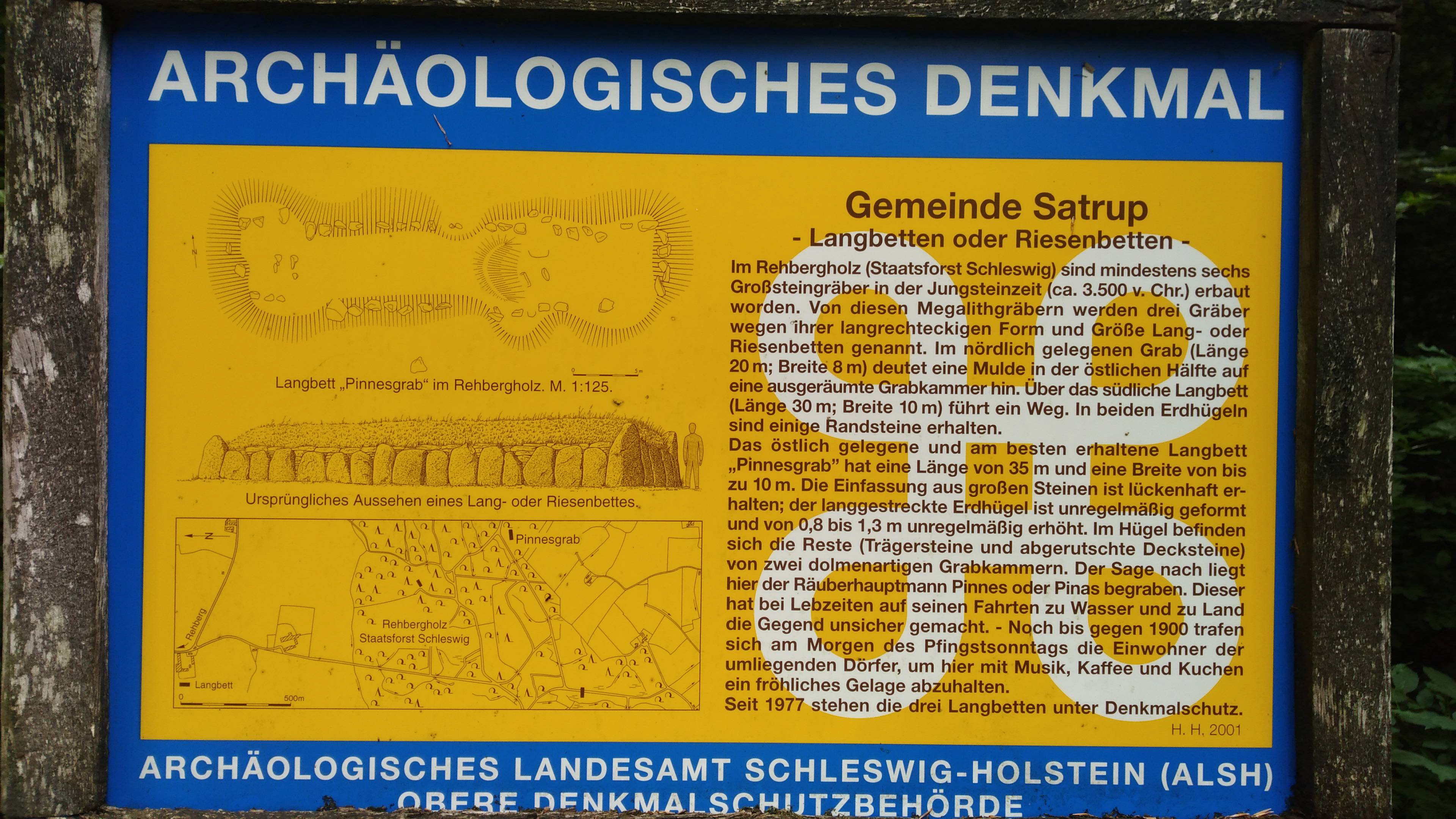
Großsteingrab im Rehbergholz
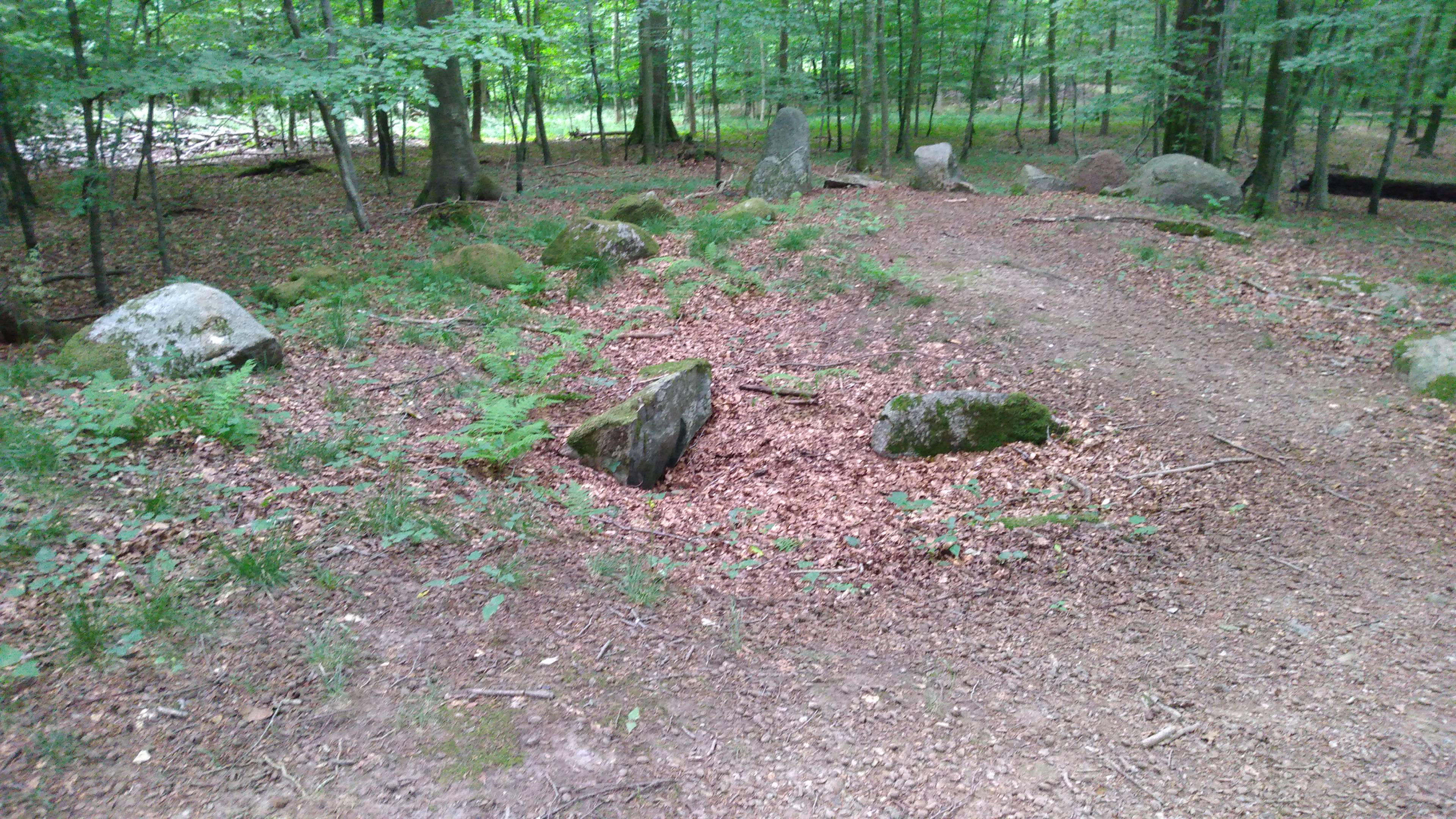
Großsteingrab im Rehbergholz